# だれでも抱けるキミが好き
『だれでも抱けるキミが好き』（だれでもだけるキミがすき）は、武田スーパーによる日本の漫画作品。2023年4月17日発売の『週刊ヤングマガジン』（講談社）第20号から連載されている。2023年9月6日にコミックス第1巻が発売された。

## 概要
誰とでもセックスをする女子高生アガワと、女子にモテない同級生の後藤の関係性を描く学園漫画。作者の武田スーパーが2020年7月から2021年8月にかけてpixivで発表した『女子高生のエロ漫画』（途中で『ギャルｊｋエロ漫画』に改題）を、商業誌向けにリメイクした作品である。主人公2人の名前と外見、おおまかな基本設定はpixivの漫画からそのまま導入している。
タレントのケンドーコバヤシが司会を務める漫画紹介番組『漫道コバヤシ』で「貞操観念低い賞」を受賞。2024年3月6日に発売されたコミックス第3巻の帯では2人の主人公が、この賞を「いらねー！」と突っ込むネタにしながら、累計発行部数が10万部を突破したと謳っている。同月に講談社のWeb媒体「現代ビジネス」に、ケンドーが本作の魅力を熱く語る記事が掲載された。
連載時、主人公の後藤がアガワとその姉・レイを交えて3人のグループセックスになりそうな展開を迎えたが、後藤がアガワへの純愛を貫いて乱交を拒否。しかし作者は「もっとエロい展開にすべきだった。3Pを描きます」と宣言して、ここに該当する第31話から35話までを新たに描き直す、異例の内容変更を宣言した。その結果、後藤がアガワ、レイと3Pを行なう展開を本作の正規ルートとして、2024年8月6日発売のコミックス第4巻に収録している。描き直し前の第31話から35話は、講談社のヤングマガジン公式サイト「ヤンマガWeb」で読むことが出来る。
テレビ朝日のバラエティ番組『アメトーーク！』2024年6月14日放送の「マンガ大好き芸人」回で、ケンドーが本作を紹介した効果でコミックス既刊3巻に重版がかかり、累計発行部数が30万部を突破したことが8月に報じられた。
2024年12月6日、コミックス第5巻の発売に合わせ、前述の描き直し前のエピソードを収録した別巻『描き直し前 収録集』が同時発売された。作者が「描き直さなかったら描かれていた”はず”の続編」を1話分、このコミックスのために描き下ろしている。
2025年6月時点では累計100万部を突破している。

## あらすじ
クラスの中でも地味な存在の高校生・後藤は帰宅途中の放課後に、空き教室でセックス中の同級生アガワ ミサキを偶然見てしまう。アガワは学校の誰にでも気軽に身体を許す、多くのセックスフレンドを持つ少女だったのだ。見られたことに気付いていたアガワは後藤に性行為を持ちかけ、ラブホテルに向かう2人。以前から陰キャの自分に優しく接してくれるアガワに好意を持っていた後藤は、数時間のホテルの休憩時間内に数10回に及ぶ性交で射精し続け、その凄まじい精力でアガワを驚かせる。またの機会を約束された後藤は、異性としてアガワが好きという純真な気持ちと、セックスをしたい男の本能で悶々とする。
アガワの自宅マンションに誘われ、2度目のセックスを行なった際、激昂のあまり彼女の性器に生で挿入してしまう。中で射精こそしなかったものの、避妊具なしのセックスはしないという彼女のポリシーに反する行為をしたため、この関係はもう終わりだと絶望する後藤。しかし怒っていたアガワ自身も後藤を煽るような態度を取ったこと、そして生挿入の性交を止められずに続行した自分にも非があったとして謝り、関係は修復される。後藤のためにも別のセフレを探そうとするアガワのことを聞きつけ、彼女の異母姉にして生徒会長の椎名レイが、後藤のセフレになると申し出る。男子生徒の羨望の的である可愛いレイとセックスをしたい一方で、アガワも裏切れない後藤は3Pしようと言い出す。性交中にアガワに愛の告白をしつつも、可愛いレイへの性衝動も抑えきれず姉妹の顔面に精液をかけ、3人の爛れた関係は進んで行くのだった。

## 登場人物

### 主要人物
アガワ ミサキ
高等学校に通うギャル。17歳。セックスが大好きで、同年配のどんな男子とも気軽に肉体関係を持つ、いわゆるヤリマンとして学校内で有名。だが避妊には敏感で、ゴムなしの性交は絶対にしない、危険日は誰ともしないなど性に関する幾つかの自己ルールを設けている。男子生徒とセックスしている姿を見られたことで同級生の後藤と関りを持ち、彼の童貞喪失の相手を務める。高層マンションで母親と2人暮らしをしており、働いている母親の代わりに家事をしたり、下校時に夕食用の買い物をするなど、家庭的でしっかりした顔も持つ。また、後藤のために手作りの弁当を持参したり、男子と真面目な交際をしたことがない純情なところがある。
激情に駆られた後藤にゴムなしの生挿入をされたことがあり、双方とも一時的に関係がギクシャクするも、互いに謝罪を口にして仲直り。母親が違う姉の椎名レイと後藤がセックスすることに対しては、寂しげな表情を浮かべて複雑な心境をうかがわせている。「お姉ちゃん」と呼んでいる姉とは不仲というわけではなく、父親のせいで家庭がめちゃくちゃになったため、一番互いのことが理解し合える存在と思っている。自分に対する後藤の気持ちを試すかのような発言やそぶりが多かったが、後藤から面と向かって恋愛感情を告白されてからは、セックスフレンド以上、恋人未満の曖昧な心で揺れ動いている。普段はバッティングセンターでアルバイトをしているとのこと。左目の下と左の乳首にほくろがある。
後藤（ごとう）
連載開始時点は童貞だった、地味で冴えない男子高校生。だが、歳相応に性欲と女性への興味は強め。図書委員を共に務めている優しく明るい同級生のアガワに惹かれていたが、そんな彼女が校内でセックスしている現場を偶然目撃してしまう。友人からアガワがヤリマンであることを知らされ、放課後にアガワ本人からもセックスしないかと誘われる。セフレの1人ではなく異性として付き合いたい純粋な気持ちと、好きなアガワとセックスしたい男の本能の狭間で葛藤するも、アガワが騎乗位で挿入して童貞をあっさり喪失。使用済みコンドームでゴミ箱が満杯になるほど、凄まじい精力と持続力を持つ。
アガワと初めてのセックスを終えた帰り道、初体験が自分のような女で良かったのかと訊ねられ、「アガワさんが初めてで嬉しいです」と答える。これ以降、前にも増してアガワに好意を寄せるようになって行く。アガワの淫乱な姉・椎名レイから性的関係を迫られ、大好きなアガワを裏切れないが、可愛いレイともセックスしたい欲望で悶々とした挙句に3Pを提案。アガワの目前で開脚するレイの性器へ遂に挿入し、アガワ、レイ2人のフェラチオを受けて姉妹同時に顔射を果たす。レイへの評価は「可愛い」、アガワには「好き」という別々の感情を抱いている。

### 主要人物の関係者
椎名レイ（しいな レイ）
学校の生徒会長を務める黒い長髪の美少女。水泳部所属でスタイルが良い。アガワの異母姉にして、妹に負けず劣らずの好色な性格。後藤のセフレに立候補する。中学時代にアガワの目前で彼氏を寝取ったことがあり、以後アガワの交際相手と次々セックスしているが、大好きな妹を他の男に取られたくないという屈折した愛情の発露からであった。学校内では真面目な憧れの生徒会長キャラで知られており、淫乱な素顔を周囲に隠している。後藤にとっては、アガワ以外で肉体関係を持った唯一の女性。実家は広い庭園がある大きな和風の屋敷。
アキト
後藤と同じ学校に通う同級生。小学生時代に後藤と同じ少年野球チームに所属していた1年下の友人だったが、学校で再会した時は外見が変わっていて、後藤は声をかけられても気付かなかった。野球のボールのデザインのチョーカーを首に着け、週に7回もバッティングセンターに通うほどの野球好き。自分のことを「オレ」と呼ぶボーイッシュな性格ながらも、丈の短いスカートを穿いている。初登場時は性別不明なキャラクターとして描かれているが、野球を忘れて女遊びに没頭している後藤に対し「女の子が好きならオレがいくらでもセックスさせてあげるから」と話している。人見知りで野球の話しか出来ないため、周囲から浮いて学校では孤立している。
七森ショウコ（ななもり ショウコ）
アガワの友人。褐色系ギャルの派手めな外見に反して、友情に厚い真面目な性格。小学生時代に、女子からいじめを受けている現場をアガワに助けてもらったことがある。以来、親友となったアガワのことを大切に思っており、浮気心を起こしそうな後藤に「ミサキのことを裏切らないで」と真剣な表情で頼んだ。実家は七森青果という八百屋。地肌が浅黒い父親と弟妹がいるため、日焼けサロン由来の色黒ではないことが伺われる。
御厨メイ（みくりや メイ）
アガワの友人。髪型はボブスタイル。いつもショウコ、アガワと行動している。
大野（おおの）
後藤の小学生時代からの友人。眼鏡をかけて表情の変化に乏しい男だが、アガワへの性欲と愛情の板挟みで苦悶する後藤に対し、その時々に適切なアドバイスを与える。かつて少年野球チームにも所属していたため、アキトのことも知っている。
犬飼（いぬかい）
後藤たちの先輩男子。17歳。学生生活の傍ら、メンズモデルの仕事をして女生徒に人気が高いチャラ男。アガワのセフレの1人で性欲が強く、アガワが言うには“ラブラブな感じで、めっちゃ気持ちいい”セックスをする。「中出しすると女を支配できた感じがして気持ちいい」という考えで、抱いた女はみんな自分の中古にしたいと話す身勝手な性格。アガワに執着し続けているのも、誰とでも寝る割にガードが固い彼女の中に射精したいという動機からである。
中居（なかい）
後藤の同級生女子。肩まで伸ばしたロングヘアにメッシュを入れ、いつも口もとにマスクを着けている。性交中でもマスクを外さない。犬飼の気を引くために、いつでも中出しさせてあげるとアプローチしていたが、その約束通りに長時間のセックスで何度も膣内射精を受け入れた。夜明けまで続いた性交後は、犬飼と一緒にいる姿が何度か登場する。
落合（おちあい）
後藤の同級生女子。髪型はツインテール。中居に対抗意識を燃やして犬飼を追いかけている。犬飼に中出しをさせると自己アピールしている現場で、アガワからゴムを着けて避妊するよう注意されたものの、結局は夕方から翌朝まで激しいセックスを続けて犬飼に中出しを許してしまった。その後は中居ともども、犬飼と行動を共にしている。
鷹山ユウキ（たかやま ユウキ）
野球部の男子。最初に後藤が目撃したアガワのセックスの相手。後にラブホテル内で後藤を同伴したアガワと出くわし、憎まれ口を叩いて怒りを買うが、セフレの関係はその後も続いている。

## 書誌情報
- 武田スーパー『だれでも抱けるキミが好き』講談社〈ヤンマガKCスペシャル〉、既刊7巻（2025年8月6日現在）
  1. 2023年9月6日発売[29]、ISBN 978-4-06-532755-5
  2. 2023年12月6日発売[30]、ISBN 978-4-06-533949-7
  3. 2024年3月6日発売[31]、ISBN 978-4-06-535065-2
  4. 2024年8月6日発売[32]、ISBN 978-4-06-535827-6
  5. 2024年12月6日発売[33]、ISBN 978-4-06-536287-7
  6. 2025年4月4日発売[34]、ISBN 978-4-06-538913-3
  7. 2025年8月6日発売[35]、ISBN 978-4-06-540171-2
- 『だれでも抱けるキミが好き 描き直し前 収録集』講談社〈ヤンマガKCスペシャル〉

2024年12月6日発売 ISBN 978-4-06-538262-2